# Liste des longs métrages bulgares proposés à l'Oscar du meilleur film international

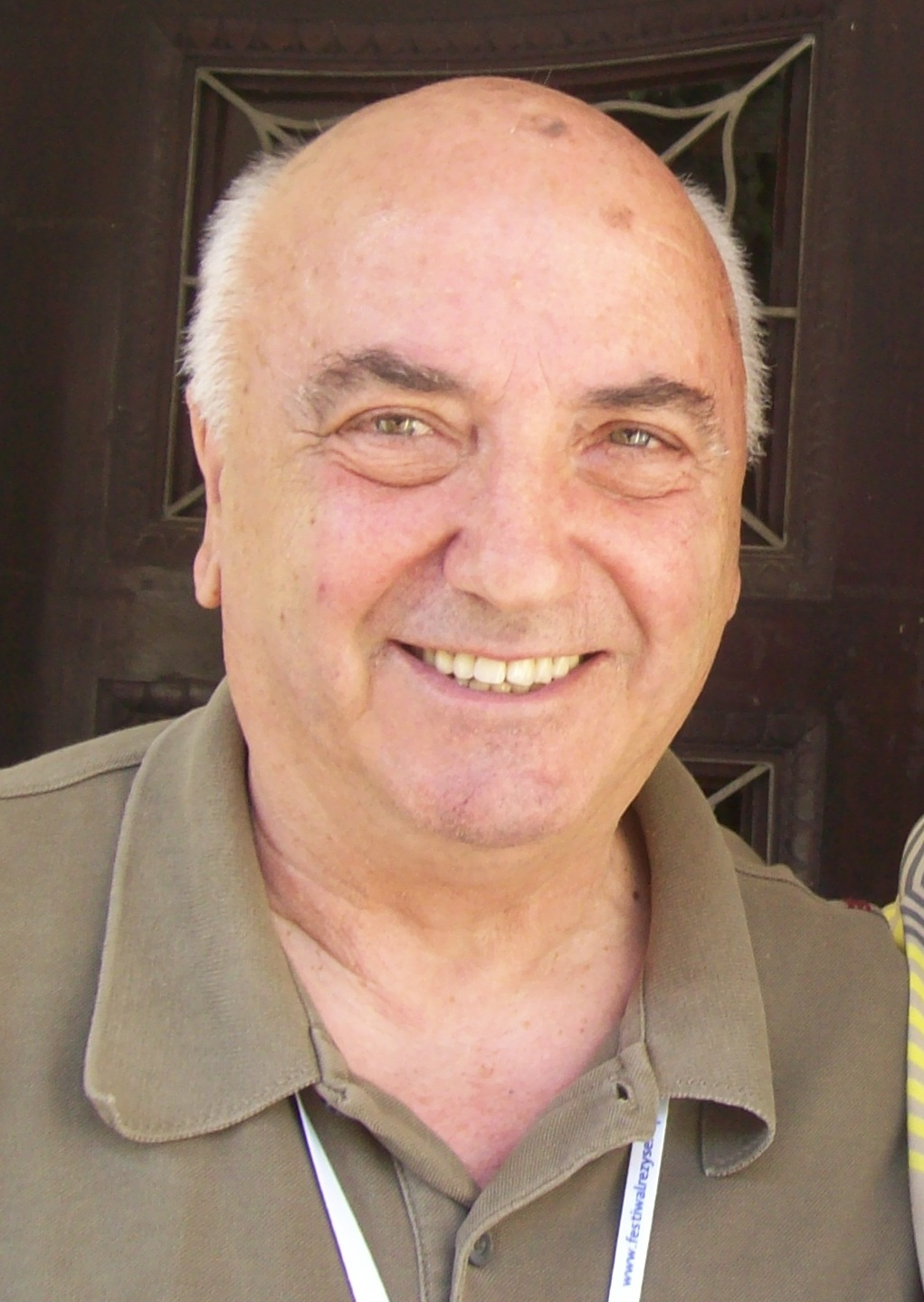
, réalisateur bulgare, proposé en 2003.

Cet article présente la liste des longs métrages bulgares proposés à l'Oscar du meilleur film international.

## Films proposés par la Bulgarie
| Année (cérémonie) | Titre français                        | Titre original                            | Langue(s)              | Réalisateur                             | Résultat       |
| ----------------- | ------------------------------------- | ----------------------------------------- | ---------------------- | --------------------------------------- | -------------- |
| 1972 (44e)        | Taralezhite se razhdat bez bodli (bg) | Таралежите се раждат без бодли            | bulgare                | Dimitar Petrov (bg)                     | Non nommé      |
| 1973 (45e)        | La Corne de chèvre                    | Козият рог                                | bulgare                | Metodi Andonov (bg)                     | Non nommé      |
| 1975 (47e)        | Posledno lyato (bg)                   | Последно лято                             | bulgare                | Christo Christov                        | Non nommé      |
| 1980 (52e)        | Barierata (bg)                        | Бариерата                                 | bulgare                | Christo Christov                        | Non nommé      |
| 1983 (55e)        | Khan Asparoukh                        | Хан Аспарух                               | bulgare                | Lioudmil Staïkov                        | Non nommé      |
| 1989 (61e)        | Za kude putuvate (bg)                 | За къде пътувате?                         | bulgare                | Rangel Vulchanov                        | Non nommé      |
| 1990 (62e)        | Temps de violence                     | Време разделно                            | bulgare                | Lioudmil Staïkov                        | Non nommé      |
| 1991 (63e)        | Margarit i Margarita (bg)             | Маргарит и Маргарита                      | bulgare                | Nikolaï Volev (bg)                      | Non nommé      |
| 1992 (64e)        | Kladenetzat (bg)                      | Кладенецът                                | bulgare                | Dotcho Bodjakov (bg)                    | Non nommé      |
| 1994 (66e)        | Sezonat na kanarchetata (bg)          | Сезонът на канарчетата                    | bulgare                | Yevgueni Mikhaïlov (bg)                 | Non nommé      |
| 2001 (73e)        | Pismo do Amerika (bg)                 | Писмо до Америка                          | bulgare, anglais       | Iglika Triffonova (bg)                  | Non nommé      |
| 2002 (74e)        | Sudbata kato pluh (bg)                | Съдбата като плъх                         | bulgare                | Ivan Pavlov                             | Non nommé      |
| 2003 (75e)        | Podgriavane na vtcherachnia obed (bg) | Подгряване на вчерашния обед              | bulgare                | Kostadine Bonev (bg)                    | Non nommé      |
| 2004 (76e)        | Patuvane kam Yerusalim (bg)           | Пътуване към Йерусалим                    | bulgare                | Ivan Nitchev (bg)                       | Non nommé      |
| 2005 (77e)        | Mila ot Mars                          | Мила от Марс                              | bulgare                | Zornitsa Sofia (bg)                     | Non nommé      |
| 2006 (78e)        | Otkradnati ochi (bg)                  | Откраднати очи                            | bulgare, turc          | Radoslav Spassov (bg)                   | Non nommé      |
| 2007 (79e)        | Trois Femmes                          | Маймуни през зимата                       | bulgare                | Milena Andonova (bg)                    | Non nommé      |
| 2008 (80e)        | Pazachyt na myrtvite (bg)             | Пазачът на мъртвите                       | bulgare                | Ilean Simeonov (bg)                     | Non nommé      |
| 2009 (81e)        | Zift                                  | Дзифт                                     | bulgare                | Javor Gardev                            | Non nommé      |
| 2010 (82e)        | The World Is Big                      | Светът е голям и спасение дебне отвсякъде | bulgare                | Stephan Komandarev                      | Présélectionné |
| 2011 (83e)        | Eastern Plays                         | Източни пиеси                             | bulgare, turc, anglais | Kamen Kalev                             | Non nommé      |
| 2012 (84e)        | Tilt (bg)                             | Тилт                                      | bulgare                | Viktor Tchoutchkov (bg)                 | Non nommé      |
| 2013 (85e)        | Kecove (bg)                           | Кецове                                    | bulgare                | Valeri Iordanov (bg) et Ivan Vladimirov | Non nommé      |
| 2014 (86e)        | Cvetat na hameleona                   | Цветът на Хамелеона                       | bulgare                | Yemil Khristov (bg)                     | Non nommé      |
| 2015 (87e)        | Putiat kum Kosta del Maresme (bg)     | Пътят към Коста дел Маресме               | bulgare                | Ivan Nitchev (bg)                       | Non nommé      |
| 2016 (88e)        | Sadilishteto                          | Съдилището                                | bulgare                | Stephan Komandarev                      | Non nommé      |
| 2017 (89e)        | Karatsi (bg)                          | Каръци                                    | bulgare                | Ivaïlo Hristov                          | Non nommé      |
| 2018 (90e)        | Glory                                 | Слава                                     | bulgare                | Kristina Grozeva, Petar Valtchanov      | Non nommé      |
| 2019 (91e)        | Vezdesasjtijat (bg)                   | Вездесъщият                               | bulgare                | Ilian Djevelekov (bg)                   | Non nommé      |
| 2020 (92e)        | Ága                                   | Ага                                       | iakoute                | Milko Lazarov                           | Non nommé      |
| 2021 (93e)        | La Saveur des coings                  | Бащата                                    | bulgare                | Kristina Grozeva, Petar Valtchanov      | Non nommé      |
| 2022 (94e)        | Strah (bg)                            | Страх                                     | bulgare                | Ivaïlo Hristov                          | Non nommé      |
| 2023 (95e)        | In the Heart of the Machine (bg)      | В сърцето на машината                     | bulgare                | Martin Makariev (bg)                    | Non nommé      |
| 2024 (96e)        | Blaga's Lessons                       | Уроците на Блага                          | bulgare                | Stephan Komandarev                      | Non nommé      |
| 2025 (97e)        | Triumph (en)                          | Триумф                                    | bulgare                | Kristina Grozeva, Petar Valtchanov      | Non nommé      |